# Шмарјета
Шмарјета (словен. Šmarjeta) је насељено место у општини Шмарјешке Топлице, регија Југоисточна Словенија, Словенија.

## Историја
До територијалне реорганизације у Словенији била је у саставу старе општине Ново Место.

## Становништво
У попису становништва из 2011. године, Шмарјета је имала 326 становника.
| Број становника према пописима | Број становника према пописима | Број становника према пописима |
| ------------------------------ | ------------------------------ | ------------------------------ |
| 1991                           | 2002                           | 2011                           |
| 263                            | 288                            | 326                            |

Напомена: Године 1971. повећано за насеље Долења вас при Шмарјети, које је укинуто.